# Farmington (Maine)
Farmington è un paese della Contea di Franklin, nel Maine. Durante il censimento del 2000 vi si contava una popolazione di 7.410 unità. Vi si trovano una sede distaccata dell'Università del Maine, il Museo dello Sci del Maine e l'annuale Fiera di Farmington.

## Geografia fisica
Secondo lo United States Census Bureau, il paese si estende su un'area di 56,0 miglia quadrate (145,1 km²), delle quali 55,8 (144,6 km²) sono classificate come land (terreni) e 0,2 (0,5 km² 0,36%) come water (acque interne). Il territorio di Farmington è basgnato dal Wilson Stream, dal Temple Stream, dal Beaver Brook e dal Sandy River.